# 米山駅
米山駅（よねやまえき）は、新潟県柏崎市米山町にある、東日本旅客鉄道（JR東日本）信越本線の駅である。

## 歴史
- 1897年（明治30年）5月13日：北越鉄道が鉢崎駅（はっさきえき）として設置、開業[1][2]。
- 1907年（明治40年）8月1日：国有化され、帝国鉄道庁（国有鉄道）の駅となる[2]。
- 1961年（昭和36年）3月20日：駅名を米山駅に改称[1][2]。
- 1977年（昭和52年）4月8日：貨物の取り扱いを廃止[2]。
- 1984年（昭和59年）2月1日：荷物の扱いを廃止[2]。
- 1986年（昭和61年）
  - 10月31日：農協との合築で現駅舎が開業し、開業セレモニーを開催。
  - 11月9日：新駅舎の竣工式を実施。
- 1987年（昭和62年）4月1日：国鉄分割民営化、JR東日本が継承し新潟支社の所属となる[2]。
- 1999年（平成11年）12月4日：簡易委託化。
- 2002年（平成14年）10月1日：無人化。
- 2023年（令和5年）10月31日：バリアフリー化。構内踏切を設置。

## 駅構造
単式ホーム2面2線を有する地上駅で、南側にある駅舎（待合室）と海側のホームは屋外の通路で結んでいる。2023年（令和5年）秋のバリアフリー改良工事により跨線橋は廃止となり、新たにスロープを有する構内踏切が設置された。かつては島式2面4線の構造で、それぞれ北側に待避線を設けていた。のちに海側ホームの待避線を廃止し2面3線となり、さらに南側ホームの北側の線路・架線を撤去、2021年（令和3年）の駅改良工事で1番線と旧2番線の間を埋め立てる工事と海側3番線の閉鎖が実施された。
長岡営業統括センター管理下の無人駅で、地区管理駅は柏崎駅である。1999年（平成11年）冬のダイヤ改正まではJR管理の有人駅で、このダイヤ改正後にJA米山支所が駅業務を運営する業務委託駅となった。
現在の駅舎は、国鉄末期の1986年（昭和61年）秋に、国鉄柏崎駅、米山地区農業協同組合（のちのJA柏崎米山支所、現：JAえちご中越）との合築で完成し、テナントとして診療所が出店していた。駅舎内には待合室、乗車駅証明書発行機、運行情報表示器が設置されている。化粧室は駅舎の外、西側にある。なお、駅業務を担っていたJA柏崎 米山支所は店舗の統廃合で2002年（平成14年）に廃止となり、駅は完全無人化となった。以後も駅舎には農協のATMが設置されていたが、2010年代に入り撤去された。

### のりば
| 番線 | 路線      | 方向 | 行先           |
| ---- | --------- | ---- | -------------- |
| 1    | ■信越本線 | 上り | 直江津方面     |
| 2    | ■信越本線 | 下り | 柏崎・長岡方面 |

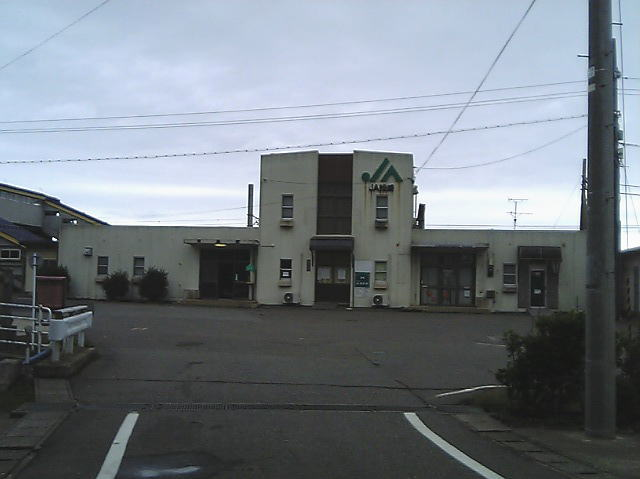
JAのロゴがあった頃（2006年4月）
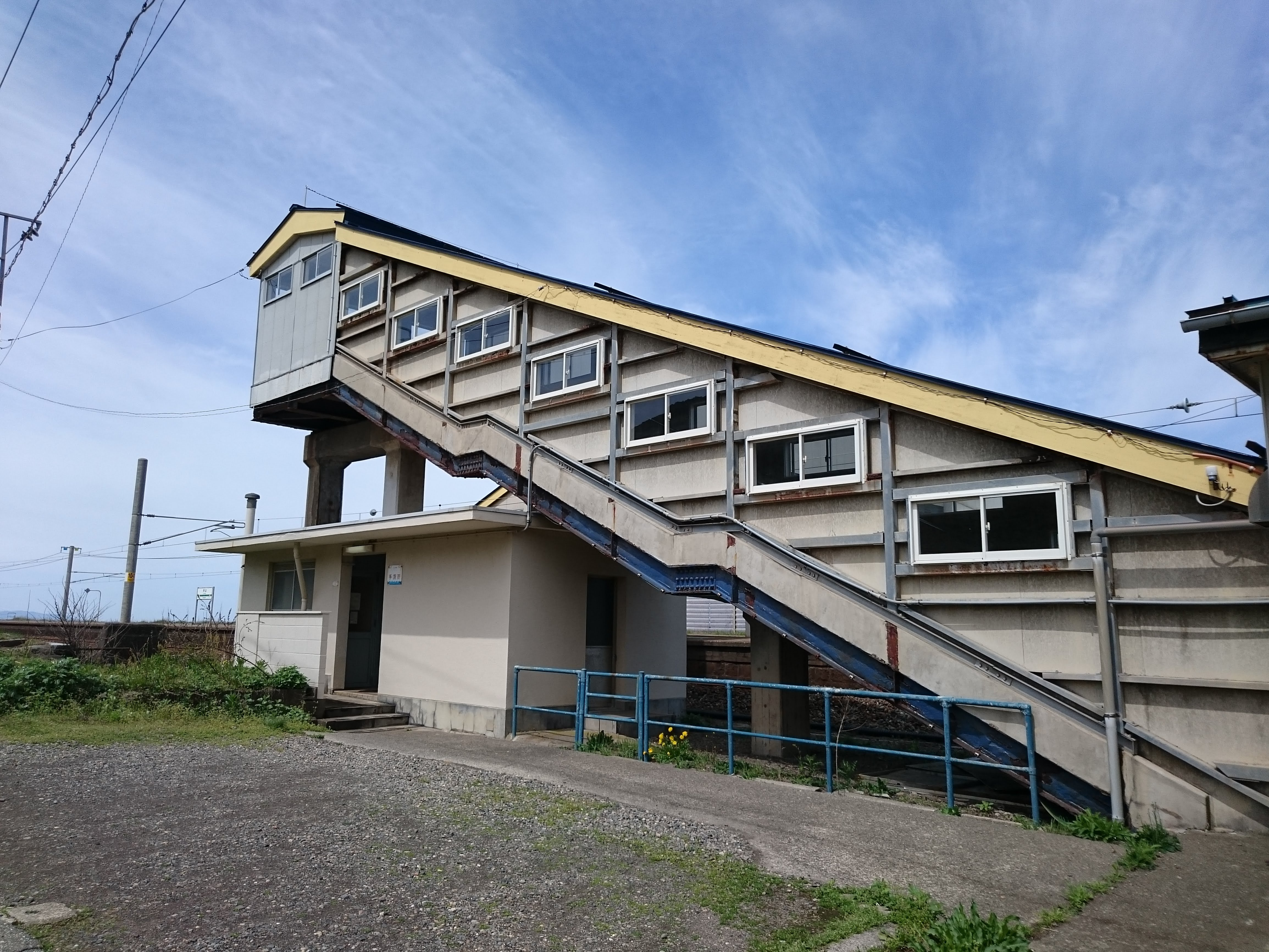
化粧室、跨線橋（2019年4月）
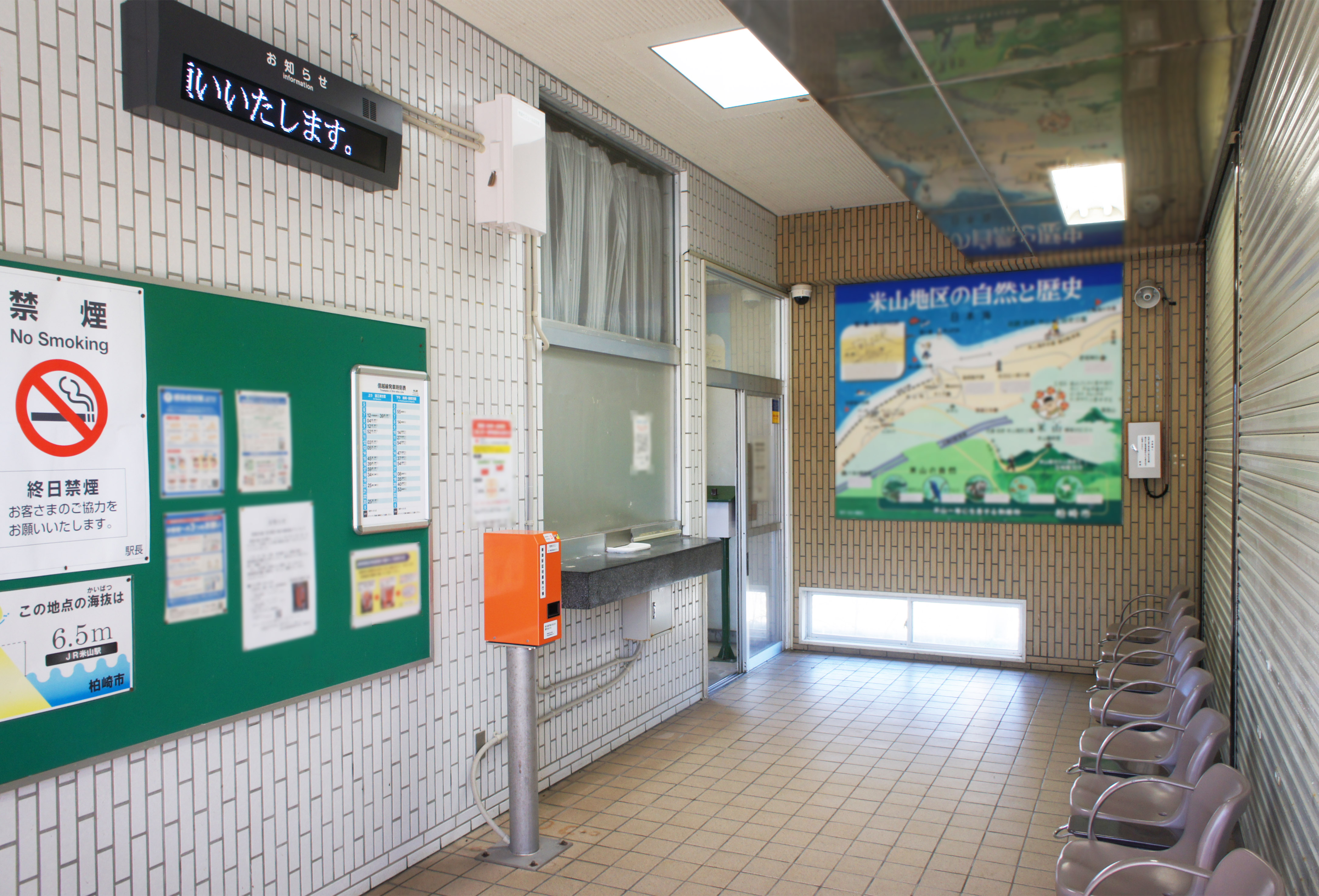
駅舎内（2021年9月）
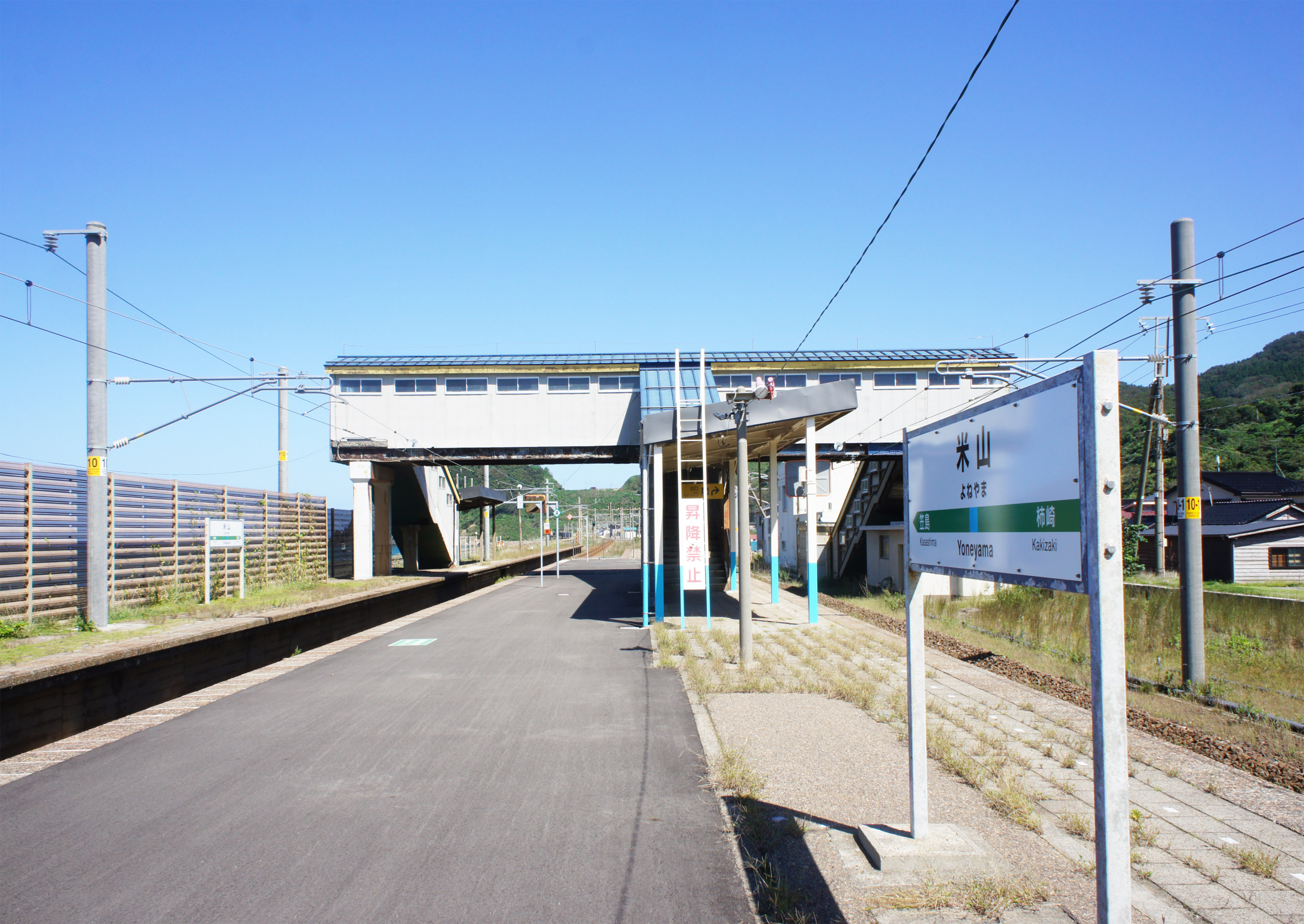
ホーム（2021年9月）

## 利用状況
「柏崎市統計年鑑」によると、2005年度（平成17年度）- 2010年度（平成22年度）の1日平均乗車人員は以下のとおりであった。なお、1999年（平成11年）12月当時、1日の利用人員は110人となっていた。
| 乗車人員推移       | 乗車人員推移     | 乗車人員推移 |
| 年度               | 1日平均 乗車人員 | 出典         |
| ------------------ | ---------------- | ------------ |
| 2005年（平成17年） | 35               | [ 6 ]        |
| 2006年（平成18年） | 39               | [ 6 ]        |
| 2007年（平成19年） | 41               | [ 6 ]        |
| 2008年（平成20年） | 44               | [ 6 ]        |
| 2009年（平成21年） | 36               | [ 6 ]        |
| 2010年（平成22年） | 34               | [ 7 ]        |

## 駅周辺
- 米山海水浴場
- 米山登山口[1]
- 鉢崎郵便局
- 新潟県道118号米山停車場線
- 国道8号

## 隣の駅
東日本旅客鉄道（JR東日本）
■信越本線
■快速
通過
■普通
柿崎駅 - 米山駅 - 笠島駅